# Mall (canción)
«Mall» (en español: Anhelo) es una canción escrita e interpretada por el cantante albanés Eugent Bushpepa. La canción representó a Albania en el Festival de la Canción de Eurovisión 2018, tras ganar la 56.ª edición del Festivali i Këngës.